# Chiesa di San Michele Arcangelo (Pistoia)
La chiesa di San Michele Arcangelo a Piazza si trova nella frazione di Piazza a circa 4.5 km a nord ovest di Pistoia.

## Storia
Probabilmente il Castello di Piazza nasce sull'antico itinerario che dalle porte di Pistoia si dirigeva verso la montagna pistoiese e che viene ripercorso in parte dalla via vecchia montanina. Anche il toponimo Piazza è probabilmente legato alla viabilità ivi presente, come antico diverticolo verso la località di Igno. Molta della toponomastica locale ha origine nei prediali romani. Con l'apertura della Strada Regia Modenese vi è stato un incremento di attività e la nascita di nuovi nuclei abitati lungo la nuova arteria.
La più antica menzione della chiesa risulta essere in una cartula offertionis del 24 giugno 940 a favore della canonica di San Zenone che riporta il toponimo S. Angeli qui dicitur Plaza in loco Vincio. Nella stessa località donò altri beni alla chiesa di San Zenone il conte Teudicius.
Nel XIII secolo "Sant'Angelo in Plaza" dava il nome ad un comune rurale del districtus pistoiese e la ecclesia Sancti Michaelis de Piazza è riportata negli elenchi delle decime come dipendente dalla pieve di Brandeglio. A questa stessa contrada e chiesa di Sant'Angelo in Piazza si rifà un istrumento scritto in Pistoia il 10 ottobre 1243 riguardante la vendita di due case con terre poste a Sant'Angelo in Piazza. Nel secolo XVI la chiesa è registrata nei verbali delle visite pastorali con il titolo di San Michele, o con la variante Sant'Angioli. 

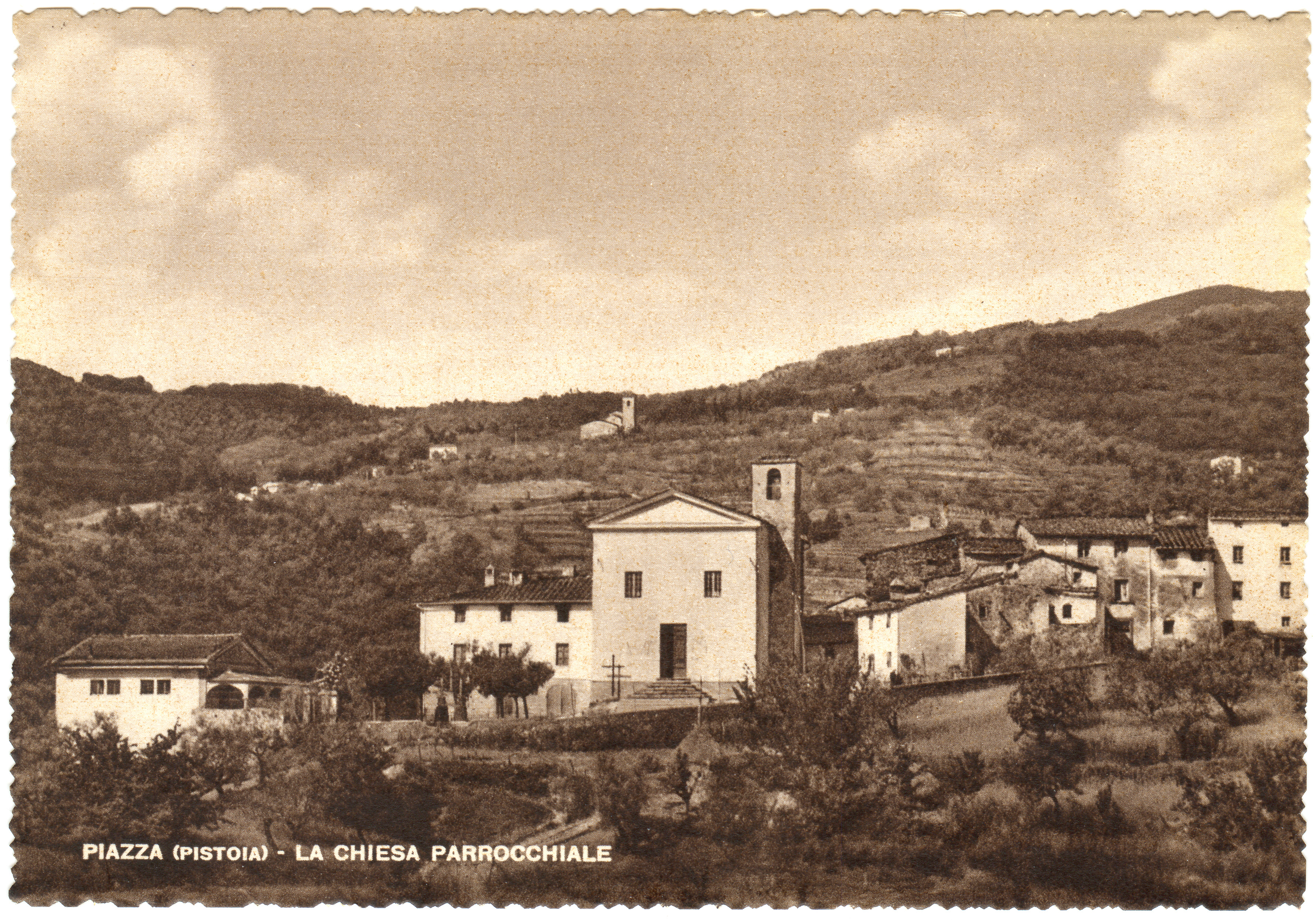
La chiesa negli anni '50

Nei secoli XVI e XVII dipendeva dalla chiesa cittadina di Santa Maria Maggiore, o Cavaliera, al cui rettore era demandato il patronato. Nel 1768 fu addossata al primitivo corpo di fabbrica una cappella, in parte corrispondente all'attuale sacrestia, per le compagnie di S. Agapito Martire (fondata nel 1721) e del Rosario. Nel 1790 il vescovo Ricci, a sue spese, fece parzialmente demolire il muro fra i due ambienti, ma i lavori non furono ultimati e la chiesa cadde in tali condizioni di degrado.
Nel 1846 il parroco Pierucci decise quindi di non restaurarla, ma di ricostruirla ex novo. Fu cambiato l'orientamento demolendo l'antica abside, ampliata verso sud ed ovest così da prospettare non più sugli stretti vicoli del borgo, ma verso una piazza-terrazza affacciata sulla vallata. Furono riadattati, sul lato destro, la torre campanaria e, a sinistra, il settecentesco corpo di fabbrica a due piani della canonica. Nel 1848 venne riconsacrata e nel 1853 dotata di organo con relativa cantoria lignea. 
Negli anni trenta del XX secolo, oltre alla realizzazione del nuovo altare maggiore e della balaustra, si attuò una nuova tinteggiatura in chiave purista. Tra 1954 e 1955 sono stati attuati ulteriori interventi: sostituito il pavimento in cotto con l'attuale a riquadri marmorei, chiuse le due finestrelle nell'abside ed eliminata la cantoria sopra l'ingresso spostando l'organo nel presbiterio e rimodellando la facciata (chiuse due finestre e aperto un occhio centrale).

## Descrizione

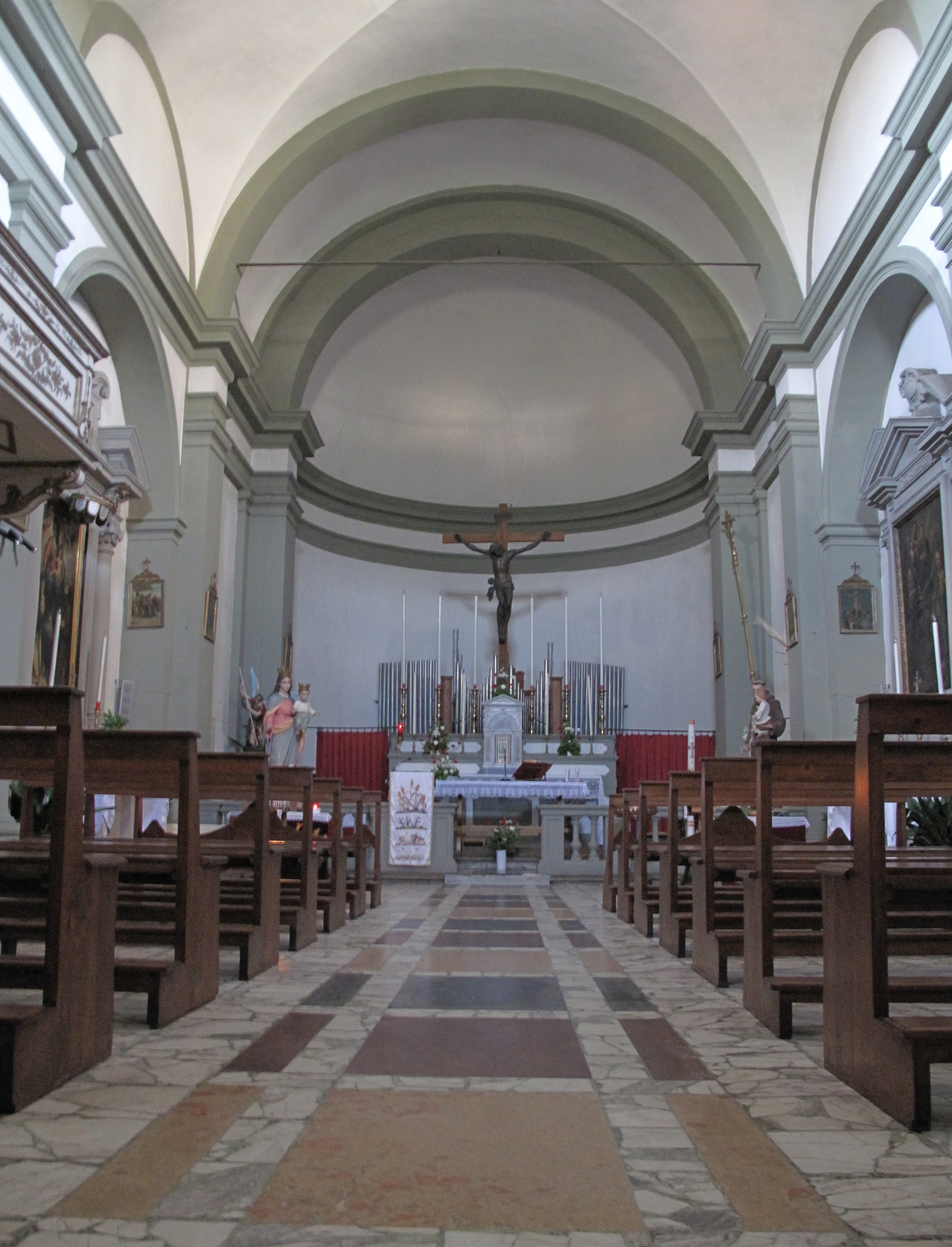
L'interno della chiesa di San Michele Arcangelo a Piazza

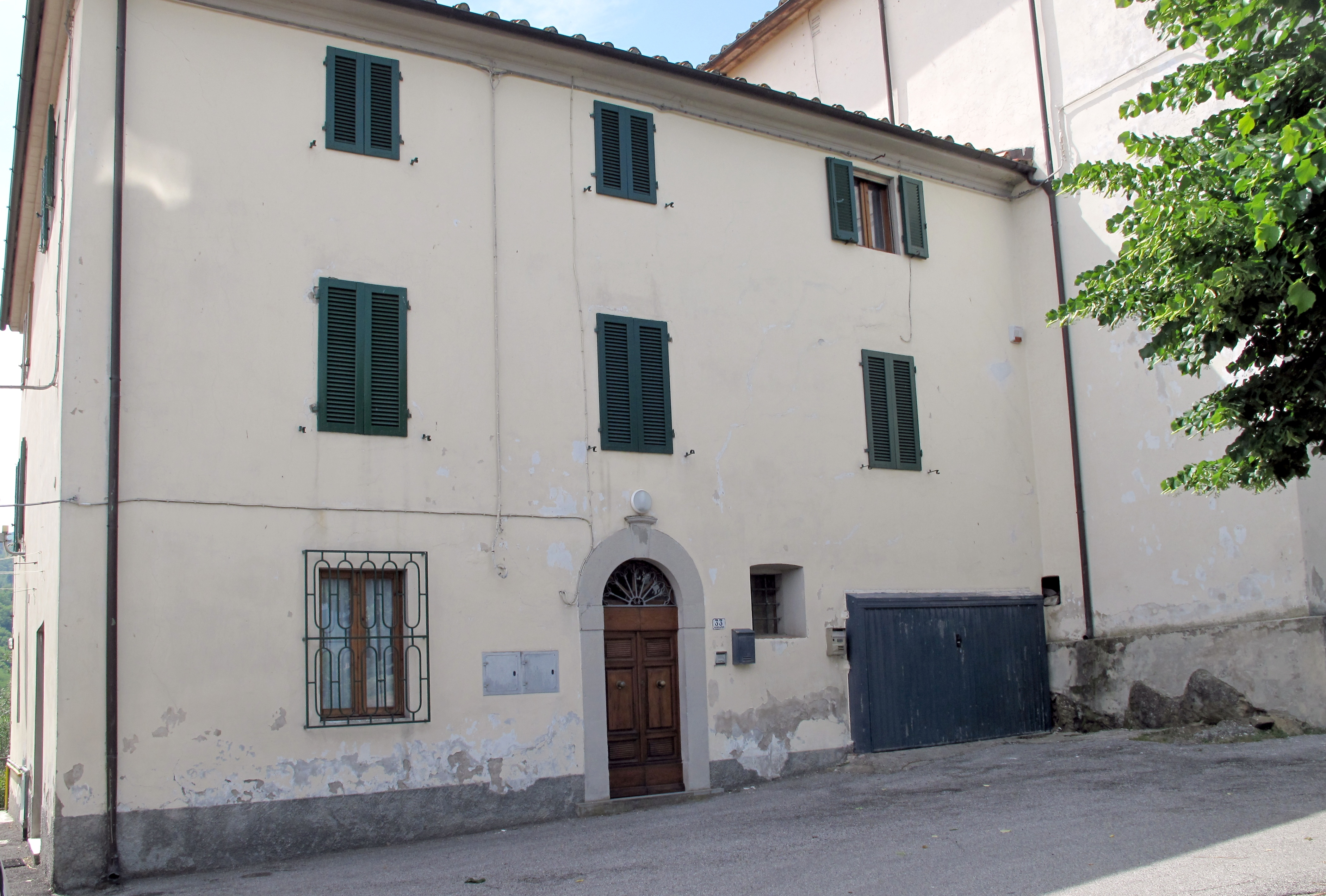
La canonica

L'esterno presenta l'aspetto datole a metà ottocento con una semplice facciata timpanata. Dell'antica pieve rimangono tracce nei muri a nord dell'edificio, di fianco al campanile. 
L'interno è a navata unica, con abside terminale, ha aspetto neoclassico, seppur realizzato negli anni trenta del XX secolo con la tinteggiatura degli ordini architettonici in grigio (prima a stucco imitante marmi policromi) su fondo bianco. La navata è coperta con volta a botte, mentre una campata a crociera sottolinea la presenza dei due altari laterali in pietra (datati 1757 e 1775), provenienti dall'edificio precedente come il pulpito a balcone in legno laccato e dorato del secolo XVIII. Gli altari conservano due dipinti seicenteschi, di cui uno raffigura San Michele Arcangelo e l'altro è un'interessante opera del pittore fiorentino Jacopo Confortini, firmata e datata 1629, che rappresenta la Madonna del Rosario con i Santi Domenico e Francesco.  
Dalla piazzetta di fronte alla chiesa si gode di una spettacolare vista sulla pianura pistoiese-fiorentina e, nelle limpide giornate autunnali, è possibile scorgere la fiorentina cupola del Brunelleschi nonché il centro cittadino di Pistoia.